# Neopilinida
Neopilinoidea
Ordre
Super-famille
Familles de rang inférieur
- Neopilinidae Knight & Yochelson, 1958

Les Neopilinida sont un ordre de mollusques marins de la classe des Monoplacophora.

## Liste des familles
Selon World Register of Marine Species (13 décembre 2022) :
- famille Neopilinidae Knight & Yochelson, 1958

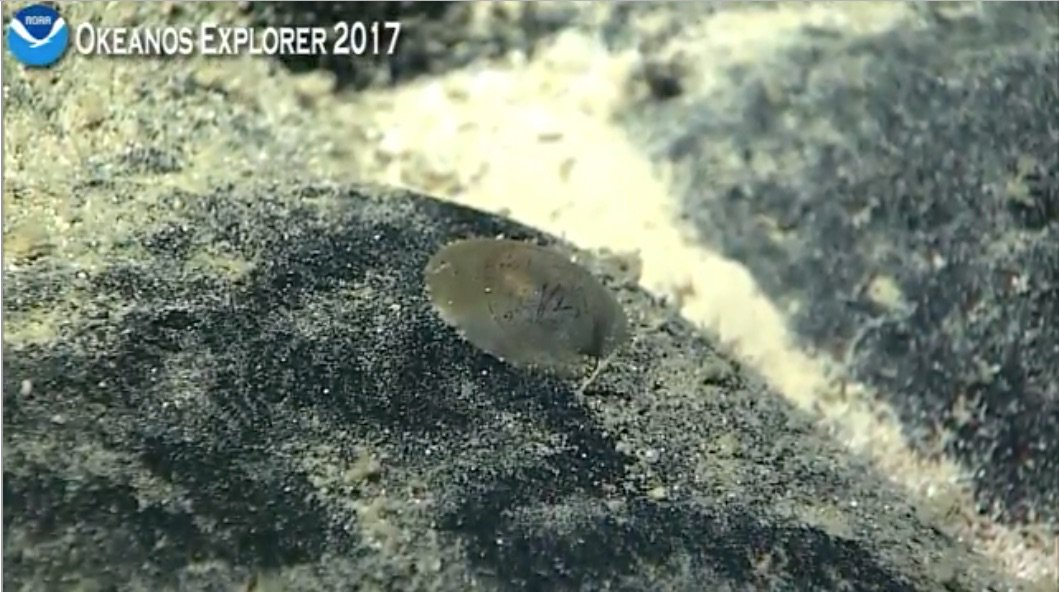
Un monoplacophore du genre Neopilina observé dans les abysses au large des îles Samoa.